# Yao Rou
Yao Rou (chiń. 肴肉) – rodzaj rolady z kawałków wieprzowiny (np. golonki), podawanej na zimno, w galarecie, najczęściej z dodatkiem dipu na bazie octu ryżowego z Zhenjiang. 
Danie to jest charakterystyczne dla niektórych regionalnych kuchni szanghajskich, ale obecnie podawane jest w restauracjach na terenie całych Chin. Mięso przyrządzone jest w sposób łączący w sobie kruchość i miękkość, z jednoczesnym wyeksponowaniem aromatu octu ryżowego. Bywa nazywane krystalicznym mięsem lub wyśmienitym mięsem. 